# Physalis lanceolata
Physalis lanceolata är en potatisväxtart som beskrevs av André Michaux. Physalis lanceolata ingår i släktet lyktörter, och familjen potatisväxter. Inga underarter finns listade i Catalogue of Life.